# سیاه‌شور کالیفرنیا
سیاه‌شور کالیفرنیا (نام علمی: Suaeda californica) نام یک گونه از سرده سیاه‌شور است.